# 39-es villamos (Budapest)
A budapesti 39-es jelzésű villamos a Baross tér és az Új köztemető között közlekedett, mindenszentek idején. A járatot a Budapest Székesfővárosi Közlekedési Rt. üzemeltette.

## Története
1906-ban adták át a hűvösvölgyi villamosvonalat, ezért a BKVT egy nagyszabású körjáratot indított. Az új villamosvonal a Margit hídon át Pestre ment, onnan a Központi Városháza érintésével ment vissza a Ferenc József hídon Budára. 1910-ben a 39-es számot kapta. 1916-ban megszűnt, helyette új hűvösvölgyi járat indult. A 39-es villamos Külső-Ferencvárosban közlekedett sertésvágóhídi ingajáratként a Hentes utcában. 1919 januárjában megszűnt.
1924. május 31-én indult az új 39-es Orczy tér – Baross utca – Erzsébet híd – Déli pályaudvar – Margit híd – Lajos utca – Óbuda, Fő tér útvonalon közlekedett. 1926. július 12-én megszüntették.
1927-től temetői járatként közlekedett a Baross tér – Salgótarjáni út – Új köztemető útvonalon 1932. évi végleges megszűnéséig.